# Rivista di stelle
Rivista di stelle (Variety Girl) è un film del 1947 diretto da George Marshall.